# Fertigteilhausbauer
Fertigteilhausbauer ist ein anerkannter Lehrberuf in Österreich.

## Berufsbild
Fertigteilhausbauer arbeiten von der Kundenberatung bis zur Montage beim Bau eines Fertigteilhauses mit.
Sie beraten und betreuen Kunden und wählen Hölzer und Werkstoffe aus. In der Produktion stellen sie Werkzeuge ein und bedienen die Maschinen und Anlagen. Dazu muss ein Fertigteilhausbauer das Lesen von Plänen und Konstruktionszeichnungen beherrschen.
Bei der Montage bauen sie die vorgefertigten Elemente vor Ort auf den Baustellen zusammen bzw. sorgen für die richtige Befestigungstechnik.

## Situation in Österreich
Die Lehrzeit beträgt drei Jahre. Lehrlinge werden im dualen System meist von Herstellerfirmen ausgebildet. Nach Abschluss der Lehre und mit vollendetem 18. Lebensjahr kann die Meisterprüfung abgelegt werden. In der theoretischen Ausbildung lernen die Absolventen u. a. Baupläne richtig zu lesen sowie eine Vielzahl an Werkzeugen und Maschinen sachgemäß verwenden zu können.

### Österreich
- Berufs- und Brancheninfo der Wirtschaftskammer Österreich
- Berufsbeschreibung von bic.at